# 東松山ぼたん園

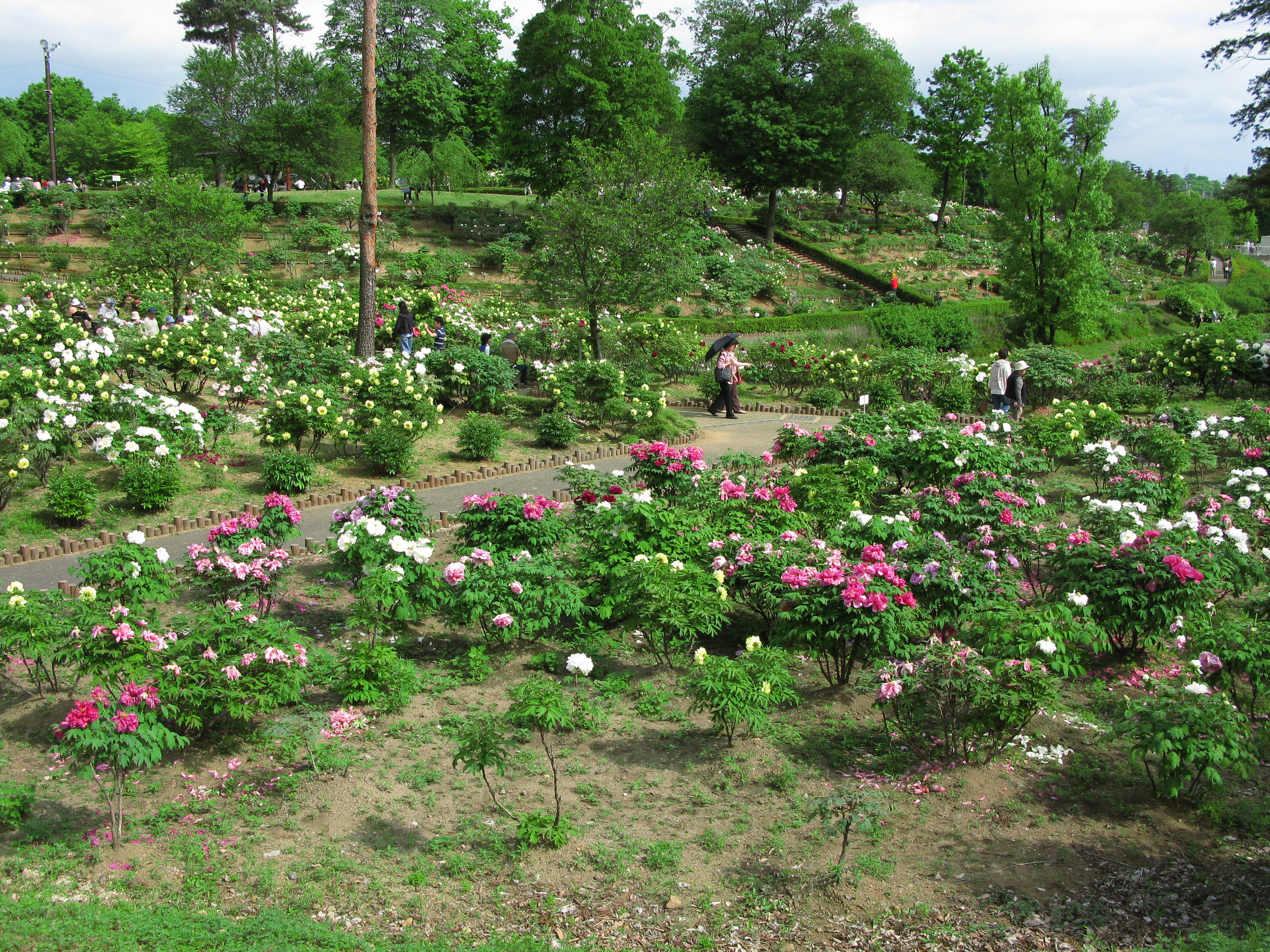
東松山ぼたん園（2008年5月）

東松山ぼたん園（ひがしまつやまぼたんえん）は、埼玉県東松山市にある牡丹を中心とした公園。

## 概要
1990年（平成2年）3月に開園した当時は野田ぼたん園と名乗っていたが、1998年（平成10年）に大幅拡張され、現在の東松山ぼたん園を名乗るようになった。敷地面積約30,700平方メートル、牡丹の数は150種、約6,500株にも上る関東有数の牡丹園である。市内にある著名な箭弓稲荷神社牡丹園と並び、行楽客の多い牡丹園となっている。
なお、牡丹開花シーズンにはぼたんまつりが開催され、入園料が必要となる。

## 所在地・交通
- 所在地 - 東松山市大字大谷1148番地1
- 鉄道 - 東松山駅 下車
  - 東松山市内循環バス(大谷コース)「東松山ぼたん園」下車
  - 徒歩4.5km
  - （ぼたんまつり期間のみ東松山駅西口より臨時送迎バスあり）
- 道路 - 関越自動車道 東松山ICより約20分
  - 無料駐車場完備（普通車330台）
- 入園料 - ぼたんまつり期間のみ
  - 大人：500円（300円）
  - 小・中学生：100円

※有料期間は開花状況により決定する。
※括弧内は20名以上の団体料金
※障害者、未就学児は入園無料

## フォトギャラリー

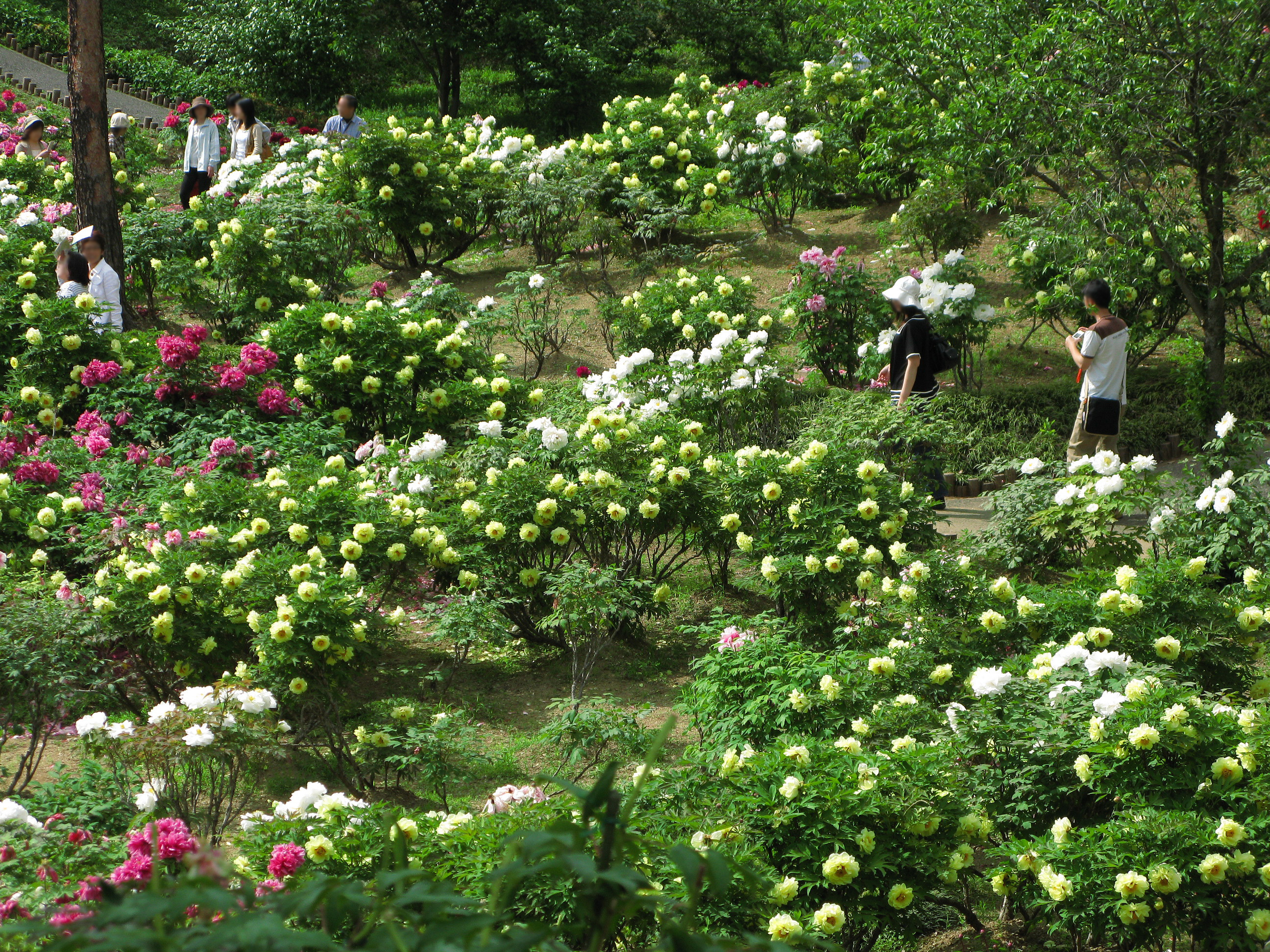
園内北側の様子
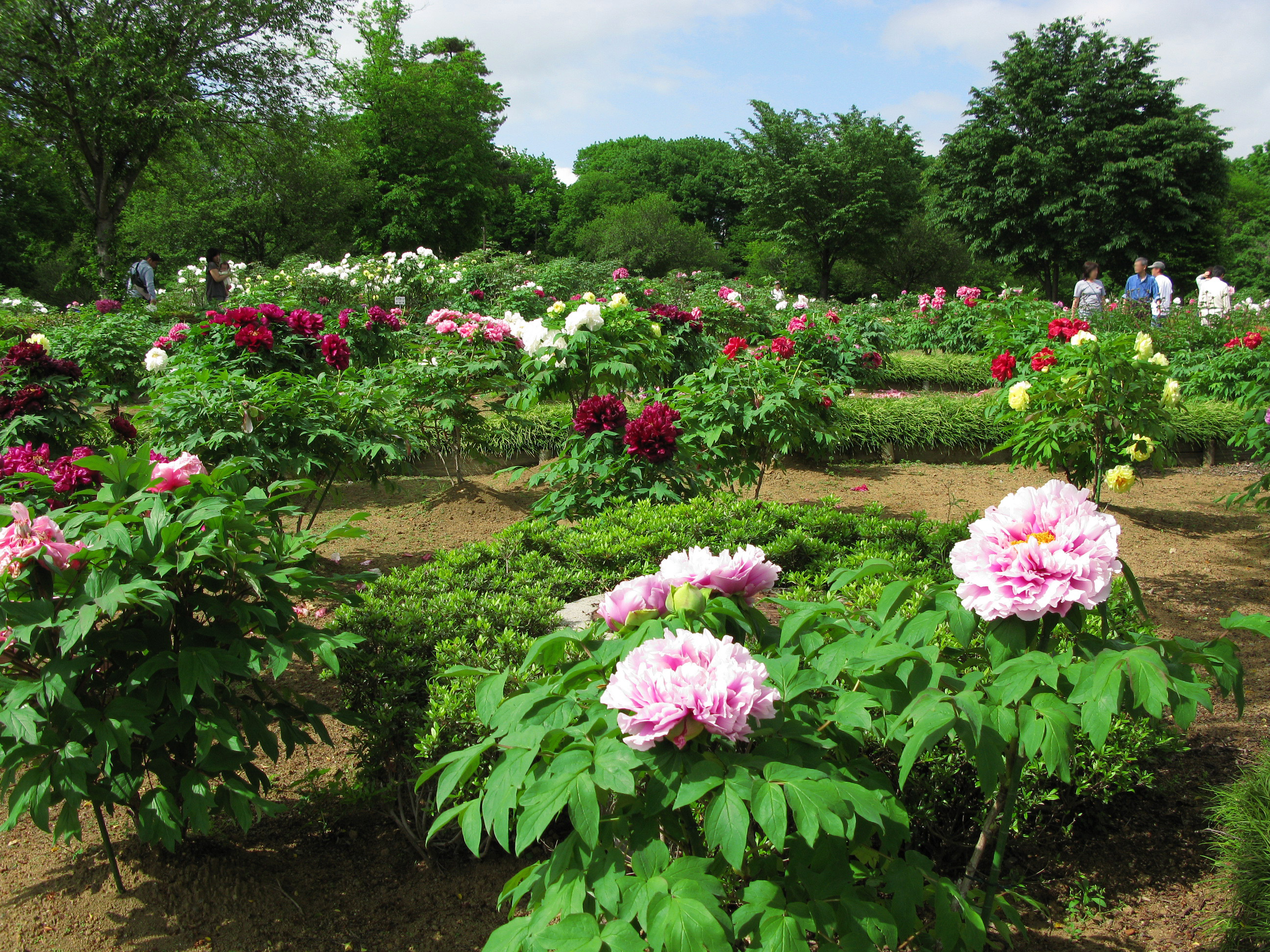
園内の牡丹